# Jacques Benveniste
Jacques Benveniste (12 de março de 1935 – 3 de outubro de 2004) foi um médico e imunologista francês.
Em 1979, publicou um conhecido documento sobre a estrutura do fator de ativação plaquetária  e sua relação com a histamina.
Estava à frente da Unidade 200 do Instituto Nacional de Pesquisa Médica e de Saúde Francês (INSERM), direcionada para imunologia, alergia e inflamação.
Em 1988, Benveniste publicou suas pesquisas sobre a memória da água, suscitando uma viva controvérsia, que levou à sua saída do INSERM  em 1995. Jacques Benveniste realizou um estudo, posteriormente reproduzido em outros três laboratórios universitários, que foi publicado na revista Nature. Ele e outros pesquisadores usaram doses extremamente diluídas de substâncias, o que criou um efeito sobre basófilos, um tipo de glóbulo branco do sangue.
Em entrevista concedida à revista Science de 24 de dezembro de 2010, o virologista Luc Montagnier, ganhador do prêmio Nobel de Fisiologia ou Medicina de 2008  pela descoberta do HIV, defendeu Benveniste, que se tornou alvo de chacota (ganhou o antiprêmio IgNobel) e descrédito quando declarou  que a diluição alta usada em homeopatia tem efeitos biológicos. Montagnier publicou pesquisa relatando a detecção de sinais eletromagnéticos produzidos por "nanoestruturas aquosas" de sequências de DNA bacteriano biologicamente ativas. "Benveniste foi rejeitada por todos, porque estava muito à frente. Ele perdeu tudo - seu laboratório, seu dinheiro (...) Eu acho que ele estava em grande parte certo. O problema era que seus resultados não eram 100% reprodutíveis", declarou Montagnier. "Não posso dizer que a homeopatia está certa em tudo. O que posso dizer agora é que as altas diluições estão corretas. Altas diluições de alguma coisa não são nada. São estruturas de água que imitam as moléculas originais (...) Há uma espécie de medo em torno desse tema na Europa. Disseram-me que algumas pessoas têm reproduzido os resultados Benveniste, mas têm medo de publicá-los por causa do terror intelectual promovido por pessoas que não entendem isso,"  completou o virologista.
Uma semana após a publicação do artigo, a Nature publicou um estudo de três investigadores que seguiram os protocolos do estudo original no laboratório de Benveniste e que tentava replicar seus resultados sob condições controladas. Os resultados não foram replicados da mesma forma, e mesmo desacreditado pela comunidade cientifíca, Benveniste responde no mesmo artigo dizendo que os métodos do estudo careciam de seriedade.